# The Trail of Hate (film fra 1917)
The Trail of Hate er en amerikansk stumfilm fra 1917 af John Ford.

## Medvirkende
- John Ford som Jack Brewer
- Louise Granville som Madge
- Duke Worne som Dana Holden
- Jack Lawton